# Antonio Buscè
Antonio Buscè (né le 12 décembre 1975 à Gragnano, dans la province de Naples, en Campanie) est un footballeur italien. Il évolue au poste de milieu terrain avant de de devenir entraîneur.